# Élections départementales de 2015 en Maine-et-Loire
Les élections départementales ont lieu les 22 et 29 mars 2015.

## Contexte départemental

### Situation politique
Le conseil général de Maine-et-Loire est entre les mains du centre-droit depuis de nombreuses décennies. La période pré-électorale a été notamment animée par les alliances à droite entre l'UMP de Marc Laffineur et Christophe Béchu et l'UDI de Michel Piron et Christian Gillet. Au cœur des discussions, le bilan économique de Christophe Béchu - à la tête du Conseil général durant 10 ans (2004-2014) avant de devenir maire d'Angers - et notamment le déficit colossal du parc d'attractions de Terra Botanica qui ont contribué à l'augmentation de la dette du département en 10 ans de +44 %.
Du côté de la gauche, les divisions nationales autour de la politique menée par le gouvernement se traduisent également dans des candidatures séparées (à quelques exceptions près) du PS, du PCF et des verts. Il faut ajouter à cela les rancœurs angevines encore brûlantes des dernières élections municipales de 2014 notamment entre le parti socialiste et Jean-Luc Rotureau (Canton d'Angers-Nord-(DVG)) mais également avec Philippe Bodard (Canton des Ponts-de-Cé-(ex-PS)), le PS angevin qui n'a pas hésité à mettre des candidats contre ces conseillers généraux sortants au risque de faire éliminer la gauche dès le premier tour sur ces cantons.

### Assemblée départementale sortante
Avant les élections, le conseil général de Maine-et-Loire est présidé par Christian Gillet (UDI).
Il comprend 41 conseillers généraux issus des 41 cantons de Maine-et-Loire.
Après le redécoupage cantonal de 2014, ce sont 42 conseillers départementaux qui seront élus au sein des 21 nouveaux cantons de Maine-et-Loire.
| Parti                                | Sigle | Sigle | Élus |
| ------------------------------------ | ----- | ----- | ---- |
| Majorité (28 sièges)                 |       |       |      |
| Union pour un mouvement populaire    |       | UMP   | 13   |
| Divers droite                        |       | DVD   | 9    |
| Union des démocrates et indépendants |       | UDI   | 6    |
| Opposition (13 sièges)               |       |       |      |
| Parti socialiste                     |       | PS    | 9    |
| Divers gauche                        |       | DVG   | 3    |
| Parti radical de gauche              |       | PRG   | 1    |
| Président du conseil général         |       |       |      |
| Christian Gillet (UDI)               |       |       |      |

### Assemblée départementale élue
Après les élections, le conseil départemental de Maine-et-Loire sera présidé par la droite (UDI-UMP-DVD).
Il comprend 42 conseillers départementaux issus des 21 cantons de Maine-et-Loire.
| Parti                                | Sigle | Sigle | Élus |
| ------------------------------------ | ----- | ----- | ---- |
| Majorité (30 sièges)                 |       |       |      |
| Divers droite                        |       | DVD   | 18   |
| Union pour un mouvement populaire    |       | UMP   | 7    |
| Union des démocrates et indépendants |       | UDI   | 5    |
| Opposition (12 sièges)               |       |       |      |
| Parti socialiste                     |       | PS    | 6    |
| Divers gauche                        |       | DVG   | 6    |
| Président du conseil départemental   |       |       |      |
| Christian Gillet (UDI)               |       |       |      |

## Résultats à l'échelle du département

### Résultats par nuances du ministère de l'Intérieur
Les nuances utilisées par le ministère de l'Intérieur ne tiennent pas compte des alliances locales.
| Binômes     | Binômes            | Premier tour | Premier tour | Second tour | Second tour | Sièges |
| Binômes     | Binômes            | Voix         | %            | Voix        | %           | Sièges |
| ----------- | ------------------ | ------------ | ------------ | ----------- | ----------- | ------ |
|             | Union de la droite | 96 765       | 37,00        | 124 979     | 53,90       | 28     |
|             | DVD                | 12 036       | 4,60         | 11 130      | 4,80        | 2      |
| Droite      | Droite             | 108 801      | 41,60        | 136 109     | 58,70       | 30     |
|             |                    |              |              |             |             |        |
|             | PS                 | 36 081       | 13,80        | 46 469      | 20,04       | 8      |
|             | Union de la gauche | 19 638       | 7,51         | 19 317      | 8,33        | 2      |
|             | DVG                | 16 540       | 6,32         | 6 051       | 2,61        | 2      |
|             | PCF                | 10 579       | 4,05         |             |             |        |
|             | EÉLV               | 10 487       | 4,01         |             |             |        |
|             | FG                 | 779          | 0,30         |             |             |        |
| Gauche      | Gauche             | 94 104       | 35,99        | 71 837      | 30,98       | 12     |
|             |                    |              |              |             |             |        |
|             | FN                 | 57 632       | 22,04        | 23 945      | 10,33       | 0      |
|             |                    |              |              |             |             |        |
|             | Divers             | 976          | 0,37         |             |             |        |
|             |                    |              |              |             |             |        |
| Inscrits    | Inscrits           | 558 247      | 100,00       | 526 548     | 100,00      |        |
| Abstentions | Abstentions        | 280 930      | 50,32        | 271 679     | 51,60       |        |
| Votants     | Votants            | 277 317      | 49,68        | 254 869     | 48,40       |        |
| Blancs      | Blancs             | 11 016       | 3,97         | 15 949      | 6,26        |        |
| Nuls        | Nuls               | 4 788        | 1,73         | 7 029       | 2,76        |        |
| Exprimés    | Exprimés           | 261 513      | 94,30        | 231 891     | 90,98       |        |

### Résultats par canton
| Canton                  | Conseiller sortant          | Parti                | Parti       | Conseiller élu              | Parti           | Parti           |
| ----------------------- | --------------------------- | -------------------- | ----------- | --------------------------- | --------------- | --------------- |
| Allonnes                | Guy Bertin                  |                      | DVD         | Canton supprimé             | Canton supprimé | Canton supprimé |
| Angers-1                | Canton créé                 | Canton créé          | Canton créé | Frédérique Drouet d'Aubigny |                 | UMP             |
| Angers-1                | Canton créé                 | Canton créé          | Canton créé | Christian Gillet            |                 | UDI             |
| Angers-2                | Canton créé                 | Canton créé          | Canton créé | Gilles Groussard            |                 | UDI             |
| Angers-2                | Canton créé                 | Canton créé          | Canton créé | Véronique Maillet           |                 | UMP             |
| Angers-3                | Canton créé                 | Canton créé          | Canton créé | Fatimata Amy                |                 | PS              |
| Angers-3                | Canton créé                 | Canton créé          | Canton créé | Didier Roisné               |                 | PS              |
| Angers-4                | Canton créé                 | Canton créé          | Canton créé | Marie-Hélène Chouteau       |                 | DVG             |
| Angers-4                | Canton créé                 | Canton créé          | Canton créé | Jean-Luc Rotureau           |                 | DVG             |
| Angers-5                | Canton créé                 | Canton créé          | Canton créé | Sophie Foucher Maillard     |                 | PS              |
| Angers-5                | Canton créé                 | Canton créé          | Canton créé | André Marchand              |                 | PS              |
| Angers-6                | Canton créé                 | Canton créé          | Canton créé | François Gernigon           |                 | DVD             |
| Angers-6                | Canton créé                 | Canton créé          | Canton créé | Véronique Goukassow         |                 | DVD             |
| Angers-7                | Canton créé                 | Canton créé          | Canton créé | Grégory Blanc               |                 | PS              |
| Angers-7                | Canton créé                 | Canton créé          | Canton créé | Marie-France Renou          |                 | DVG             |
| Angers-Centre           | Frédérique Drouet d'Aubigny |                      | UMP         | Canton supprimé             | Canton supprimé | Canton supprimé |
| Angers-Est              | Gérard Pilet*               |                      | PS          | Canton supprimé             | Canton supprimé | Canton supprimé |
| Angers-Nord             | Jean-Luc Rotureau           |                      | DVG         | Canton supprimé             | Canton supprimé | Canton supprimé |
| Angers-Nord-Est         | Claude Desblancs            |                      | PS          | Canton supprimé             | Canton supprimé | Canton supprimé |
| Angers-Nord-Ouest       | Michelle Moreau             |                      | UMP         | Canton supprimé             | Canton supprimé | Canton supprimé |
| Angers-Ouest            | Fatimata Amy                |                      | PS          | Canton supprimé             | Canton supprimé | Canton supprimé |
| Angers-Sud              | Norma Mével-Pla             |                      | PS          | Canton supprimé             | Canton supprimé | Canton supprimé |
| Angers-Trélazé          | Grégory Blanc               |                      | PS          | Canton supprimé             | Canton supprimé | Canton supprimé |
| Baugé                   | Philippe Chalopin           |                      | DVD         | Canton supprimé             | Canton supprimé | Canton supprimé |
| Beaufort-en-Vallée      | Marie-Pierre Martin         |                      | UMP         | Philippe Chalopin           |                 | DVD             |
| Beaufort-en-Vallée      | Marie-Pierre Martin         | Marie-Pierre Martin  | UMP         |                             | UMP             |                 |
| Beaupréau               | Gilles Leroy                |                      | UDI         | Gilles Leroy                |                 | UDI             |
| Beaupréau               | Gilles Leroy                | Françoise Pagerit    | UDI         |                             | DVD             |                 |
| Candé                   | Gérard Delaunay             |                      | UMP         | Canton supprimé             | Canton supprimé | Canton supprimé |
| Chalonnes-sur-Loire     | Stella Dupont               |                      | PS          | Marie-Paule Chesneau        |                 | DVD             |
| Chalonnes-sur-Loire     | Stella Dupont               | Alain Maingot        | PS          |                             | DVD             |                 |
| Champtoceaux            | Brigitte Rey                |                      | DVD         | Canton supprimé             | Canton supprimé | Canton supprimé |
| Châteauneuf-sur-Sarthe  | Paul Jeanneteau*            |                      | UMP         | Canton supprimé             | Canton supprimé | Canton supprimé |
| Chemillé                | Michel Mignard*             |                      | UMP         | Canton supprimé             | Canton supprimé | Canton supprimé |
| Chemillé-Melay          | Canton créé                 | Canton créé          | Canton créé | Hervé Martin                |                 | DVD             |
| Chemillé-Melay          | Canton créé                 | Canton créé          | Canton créé | Maryvonne Martin            |                 | UDI             |
| Cholet-1                | Jean-Paul Boisneau          |                      | UMP         | Patrice Brault              |                 | DVD             |
| Cholet-1                | Jean-Paul Boisneau          | Florence Dabin       | UMP         |                             | UMP             |                 |
| Cholet-2                | Jean-Pierre Chavassieux     |                      | UDI         | Jean-Pierre Chavassieux     |                 | UDI             |
| Cholet-2                | Jean-Pierre Chavassieux     | Myriam Dubois-Besson | UDI         |                             | UDI             |                 |
| Cholet-3                | Florence Dabin-Hérault      |                      | UMP         | Canton supprimé             | Canton supprimé | Canton supprimé |
| Doué-la-Fontaine        | Bruno Cheptou               |                      | PS          | Bruno Cheptou               |                 | DVG             |
| Doué-la-Fontaine        | Bruno Cheptou               | Jocelyne Martin      | PS          |                             | DVG             |                 |
| Durtal                  | Jean-Luc Davy*              |                      | UMP         | Canton supprimé             | Canton supprimé | Canton supprimé |
| Gennes                  | Alain Lauriou               |                      | UDI         | Canton supprimé             | Canton supprimé | Canton supprimé |
| Le Lion-d'Angers        | Jean-François Bonsergent*   |                      | UMP         | Canton supprimé             | Canton supprimé | Canton supprimé |
| Le Louroux-Béconnais    | Michel Bourcier*            |                      | DVD         | Canton supprimé             | Canton supprimé | Canton supprimé |
| Longué-Jumelles         | Michel Ruault               |                      | UMP         | Guy Bertin                  |                 | DVD             |
| Longué-Jumelles         | Michel Ruault               | Marie Seyeux         | UMP         |                             | DVD             |                 |
| La Pommeraye            | Canton créé                 | Canton créé          | Canton créé | Aline Bray                  |                 | DVD             |
| La Pommeraye            | Canton créé                 | Canton créé          | Canton créé | Gilles Pitton               |                 | DVD             |
| Les Ponts-de-Cé         | Philippe Bodard             |                      | DVG         | Brigitte Guglielmi          |                 | DVG             |
| Les Ponts-de-Cé         | Philippe Bodard             | Jean-Paul Pavillon   | DVG         |                             | PS              |                 |
| Montfaucon-Montigné     | Jacques Hy*                 |                      | UDI         | Canton supprimé             | Canton supprimé | Canton supprimé |
| Montreuil-Bellay        | Dominique Monnier*          |                      | UMP         | Canton supprimé             | Canton supprimé | Canton supprimé |
| Montrevault             | Serge Piou*                 |                      | UMP         | Canton supprimé             | Canton supprimé | Canton supprimé |
| Noyant                  | Jean Touchard*              |                      | UMP         | Canton supprimé             | Canton supprimé | Canton supprimé |
| Pouancé                 | Marie-Jo Hamard             |                      | DVD         | Canton supprimé             | Canton supprimé | Canton supprimé |
| Saint-Florent-le-Vieil  | Christian Rosello*          |                      | DVD         | Canton supprimé             | Canton supprimé | Canton supprimé |
| Saint-Georges-sur-Loire | Jean-Marie Gaudin*          |                      | DVD         | Canton supprimé             | Canton supprimé | Canton supprimé |
| Saint-Macaire-en-Mauges | Canton créé                 | Canton créé          | Canton créé | Jean-Paul Boisneau          |                 | UMP             |
| Saint-Macaire-en-Mauges | Canton créé                 | Canton créé          | Canton créé | Isabel Volant               |                 | DVD             |
| Saumur                  | Canton créé                 | Canton créé          | Canton créé | Françoise Damas             |                 | UDI             |
| Saumur                  | Canton créé                 | Canton créé          | Canton créé | Laurent Hamon               |                 | UMP             |
| Saumur-Nord             | Jean-Michel Marchand*       |                      | PRG         | Canton supprimé             | Canton supprimé | Canton supprimé |
| Saumur-Sud              | Jackie Goulet               |                      | DVG         | Canton supprimé             | Canton supprimé | Canton supprimé |
| Segré                   | Gilles Grimaud              |                      | DVD         | Gilles Grimaud              |                 | DVD             |
| Segré                   | Gilles Grimaud              | Marie-Jo Hamard      | DVD         |                             | DVD             |                 |
| Seiches-sur-le-Loir     | Marc Bérardi                |                      | DVG         | Canton supprimé             | Canton supprimé | Canton supprimé |
| Thouarcé                | Michel Piron*               |                      | UDI         | Canton supprimé             | Canton supprimé | Canton supprimé |
| Tiercé                  | André Marchand              |                      | PS          | Régine Brichet              |                 | DVD             |
| Tiercé                  | André Marchand              | Nooreddine Muhammad  | PS          |                             | DVD             |                 |
| Vihiers                 | Christian Gillet            |                      | UDI         | Canton supprimé             | Canton supprimé | Canton supprimé |

* Conseillers généraux sortants ne se représentant pas

## Résultats par canton

### Canton d'Angers-1
| Candidats            | Candidats                    | Partis      | Partis      | Premier tour | Premier tour | Second tour | Second tour |
| Candidats            | Candidats                    | Partis      | Partis      | Voix         | %            | Voix        | %           |
| -------------------- | ---------------------------- | ----------- | ----------- | ------------ | ------------ | ----------- | ----------- |
| 1                    | Virginie Brochard            |             | EÉLV        | 1 247        | 10,47        |             |             |
| 1                    | Vincent Dulong               |             | EÉLV        | 1 247        | 10,47        |             |             |
| 2                    | Frédérique Drouet d'Aubigny* |             | UMP         | 5 426        | 45,56        | 6 703       | 60,12       |
| 2                    | Christian Gillet*            |             | UDI         | 5 426        | 45,56        | 6 703       | 60,12       |
| 3                    | Florian Chauvin              |             | PS          | 2 938        | 24,67        | 4 446       | 39,88       |
| 3                    | Nathalie Parent              |             | DVG         | 2 938        | 24,67        | 4 446       | 39,88       |
| 4                    | Blandine de Vitton           |             | FN          | 1 520        | 12,76        |             |             |
| 4                    | Pierre-Augustin Guillermet   |             | FN          | 1 520        | 12,76        |             |             |
| 5                    | Christine Fourage            |             | PCF         | 779          | 6,54         |             |             |
| 5                    | Marc Gicquel                 |             | PG          | 779          | 6,54         |             |             |
|                      |                              |             |             |              |              |             |             |
| Inscrits             | Inscrits                     | Inscrits    | Inscrits    | 24 544       | 100,00       | 24 542      | 100,00      |
| Abstentions          | Abstentions                  | Abstentions | Abstentions | 12 180       | 49,63        | 12 609      | 51,38       |
| Votants              | Votants                      | Votants     | Votants     | 12 364       | 50,37        | 11 933      | 48,62       |
| Blancs               | Blancs                       | Blancs      | Blancs      | 337          | 2,73         | 549         | 4,60        |
| Nuls                 | Nuls                         | Nuls        | Nuls        | 117          | 0,95         | 235         | 1,97        |
| Exprimés             | Exprimés                     | Exprimés    | Exprimés    | 11 910       | 96,33        | 11 149      | 93,43       |
| * conseiller sortant |                              |             |             |              |              |             |             |

### Canton d'Angers-2
| Candidats            | Candidats                  | Partis      | Partis      | Premier tour | Premier tour | Second tour | Second tour |
| Candidats            | Candidats                  | Partis      | Partis      | Voix         | %            | Voix        | %           |
| -------------------- | -------------------------- | ----------- | ----------- | ------------ | ------------ | ----------- | ----------- |
| 1                    | Philippe Gaudin            |             | PS          | 4 010        | 30,06        | 6 285       | 49,84       |
| 1                    | Norma Mével-Pla*           |             | PS          | 4 010        | 30,06        | 6 285       | 49,84       |
| 2                    | Juliette Airaud            |             | PCF         | 796          | 5,97         |             |             |
| 2                    | Valentin Brouillard-Dusong |             | PCF         | 796          | 5,97         |             |             |
| 3                    | Camille Guillermet         |             | FN          | 2 343        | 17,56        |             |             |
| 3                    | Patrick Morineau           |             | FN          | 2 343        | 17,56        |             |             |
| 4                    | Bruno Baron                |             | EÉLV        | 1 614        | 12,10        |             |             |
| 4                    | Marianne Prodhomme         |             | EÉLV        | 1 614        | 12,10        |             |             |
| 5                    | Gilles Groussard           |             | UDI         | 4 578        | 34,32        | 6 325       | 50,16       |
| 5                    | Véronique Maillet          |             | UMP         | 4 578        | 34,32        | 6 325       | 50,16       |
|                      |                            |             |             |              |              |             |             |
| Inscrits             | Inscrits                   | Inscrits    | Inscrits    | 28 207       | 100,00       | 28 207      | 100,00      |
| Abstentions          | Abstentions                | Abstentions | Abstentions | 14 204       | 50,36        | 14 531      | 51,52       |
| Votants              | Votants                    | Votants     | Votants     | 14 003       | 49,64        | 13 676      | 48,48       |
| Blancs               | Blancs                     | Blancs      | Blancs      | 478          | 3,41         | 707         | 5,17        |
| Nuls                 | Nuls                       | Nuls        | Nuls        | 184          | 1,31         | 359         | 2,63        |
| Exprimés             | Exprimés                   | Exprimés    | Exprimés    | 13 341       | 95,27        | 12 610      | 92,21       |
| * conseiller sortant |                            |             |             |              |              |             |             |

### Canton d'Angers-3
| Candidats            | Candidats              | Partis      | Partis      | Premier tour | Premier tour | Second tour | Second tour |
| Candidats            | Candidats              | Partis      | Partis      | Voix         | %            | Voix        | %           |
| -------------------- | ---------------------- | ----------- | ----------- | ------------ | ------------ | ----------- | ----------- |
| 1                    | Marie de Gouttes       |             | FN          | 2 185        | 18,56        |             |             |
| 1                    | Antoine Ormain         |             | FN          | 2 185        | 18,56        |             |             |
| 2                    | Michelle Moreau*       |             | DVD         | 3 610        | 30,67        | 5 182       | 46,70       |
| 2                    | Franck Poquin          |             | DVD         | 3 610        | 30,67        | 5 182       | 46,70       |
| 3                    | Fatimata Amy*          |             | PS          | 4 163        | 35,37        | 5 915       | 53,30       |
| 3                    | Didier Roisné          |             | PS          | 4 163        | 35,37        | 5 915       | 53,30       |
| 4                    | Magalie Challet        |             | EÉLV        | 1 145        | 9,73         |             |             |
| 4                    | Jérémy Cherbonnier     |             | EÉLV        | 1 145        | 9,73         |             |             |
| 5                    | Natacha Bleu-Combelles |             | PCF         | 668          | 5,67         |             |             |
| 5                    | Julien Gaboriau        |             | PCF         | 668          | 5,67         |             |             |
|                      |                        |             |             |              |              |             |             |
| Inscrits             | Inscrits               | Inscrits    | Inscrits    | 24 785       | 100,00       | 24 786      | 100,00      |
| Abstentions          | Abstentions            | Abstentions | Abstentions | 12 473       | 50,32        | 12 776      | 51,55       |
| Votants              | Votants                | Votants     | Votants     | 12 312       | 49,68        | 12 010      | 48,45       |
| Blancs               | Blancs                 | Blancs      | Blancs      | 377          | 3,06         | 635         | 5,29        |
| Nuls                 | Nuls                   | Nuls        | Nuls        | 164          | 1,33         | 278         | 2,31        |
| Exprimés             | Exprimés               | Exprimés    | Exprimés    | 11 771       | 95,61        | 11 097      | 92,40       |
| * conseiller sortant |                        |             |             |              |              |             |             |

### Canton d'Angers-4
| Candidats            | Candidats              | Partis      | Partis      | Premier tour | Premier tour | Second tour | Second tour |
| Candidats            | Candidats              | Partis      | Partis      | Voix         | %            | Voix        | %           |
| -------------------- | ---------------------- | ----------- | ----------- | ------------ | ------------ | ----------- | ----------- |
| 1                    | Michel Houdbine        |             | PS          | 2 373        | 18,83        |             |             |
| 1                    | Catherine Jamil        |             | PS          | 2 373        | 18,83        |             |             |
| 2                    | Célia Hortaut          |             | FN          | 2 022        | 16,05        |             |             |
| 2                    | Mario Troisne          |             | FN          | 2 022        | 16,05        |             |             |
| 3                    | Marie-Hélène Chouteau  |             | DVG         | 2 511        | 19,93        | 6 051       | 51,34       |
| 3                    | Jean-Luc Rotureau*     |             | DVG         | 2 511        | 19,93        | 6 051       | 51,34       |
| 4                    | Philippe de La Bigne   |             | UMP         | 3 954        | 31,38        | 5 736       | 48,66       |
| 4                    | Karine Engel           |             | UMP         | 3 954        | 31,38        | 5 736       | 48,66       |
| 5                    | Romain Laveau          |             | EÉLV        | 1 064        | 8,45         |             |             |
| 5                    | Estelle Lemoine-Maulny |             | EÉLV        | 1 064        | 8,45         |             |             |
| 6                    | Stéphanie Dupeyroux    |             | PCF         | 675          | 5,36         |             |             |
| 6                    | Martial Launay         |             | PCF         | 675          | 5,36         |             |             |
|                      |                        |             |             |              |              |             |             |
| Inscrits             | Inscrits               | Inscrits    | Inscrits    | 26 104       | 100,00       | 26 102      | 100,00      |
| Abstentions          | Abstentions            | Abstentions | Abstentions | 12 901       | 49,42        | 13 274      | 50,85       |
| Votants              | Votants                | Votants     | Votants     | 13 203       | 50,58        | 12 828      | 49,15       |
| Blancs               | Blancs                 | Blancs      | Blancs      | 466          | 3,53         | 717         | 5,78        |
| Nuls                 | Nuls                   | Nuls        | Nuls        | 138          | 1,05         | 300         | 2,34        |
| Exprimés             | Exprimés               | Exprimés    | Exprimés    | 12 599       | 95,43        | 11 787      | 91,88       |
| * conseiller sortant |                        |             |             |              |              |             |             |

### Canton d'Angers-5
| Candidats            | Candidats               | Partis      | Partis      | Premier tour | Premier tour | Second tour | Second tour |
| Candidats            | Candidats               | Partis      | Partis      | Voix         | %            | Voix        | %           |
| -------------------- | ----------------------- | ----------- | ----------- | ------------ | ------------ | ----------- | ----------- |
| 1                    | Nathalie Benard         |             | EÉLV        | 1 159        | 10,13        |             |             |
| 1                    | Dominique Delaunay      |             | EÉLV        | 1 159        | 10,13        |             |             |
| 2                    | Xavier Dupeyroux        |             | PCF         | 662          | 5,79         |             |             |
| 2                    | Sandrine Poupet         |             | PCF         | 662          | 5,79         |             |             |
| 3                    | Élisabeth Mingot        |             | DVD         | 1 247        | 10,90        |             |             |
| 3                    | Valentin Rambault       |             | DVD         | 1 247        | 10,90        |             |             |
| 4                    | Sophie Foucher Maillard |             | PS          | 3 617        | 31,61        | 5 596       | 51,91       |
| 4                    | André Marchand*         |             | PS          | 3 617        | 31,61        | 5 596       | 51,91       |
| 5                    | Marie-Claire Poirrier   |             | FN          | 2 181        | 19,06        |             |             |
| 5                    | Yves Viannay            |             | FN          | 2 181        | 19,06        |             |             |
| 6                    | Marc Cailleau           |             | DVD         | 2 577        | 22,52        | 5 184       | 48,09       |
| 6                    | Caroline Fel            |             | UMP         | 2 577        | 22,52        | 5 184       | 48,09       |
|                      |                         |             |             |              |              |             |             |
| Inscrits             | Inscrits                | Inscrits    | Inscrits    | 24 738       | 100,00       | 24 768      | 100,00      |
| Abstentions          | Abstentions             | Abstentions | Abstentions | 12 757       | 51,57        | 13 062      | 52,74       |
| Votants              | Votants                 | Votants     | Votants     | 11 981       | 48,43        | 11 706      | 47,26       |
| Blancs               | Blancs                  | Blancs      | Blancs      | 404          | 3,37         | 629         | 5,37        |
| Nuls                 | Nuls                    | Nuls        | Nuls        | 134          | 1,12         | 297         | 2,54        |
| Exprimés             | Exprimés                | Exprimés    | Exprimés    | 11 443       | 95,51        | 297         | 2,54        |
| * conseiller sortant |                         |             |             |              |              |             |             |

### Canton d'Angers-6
| Candidats            | Candidats           | Partis      | Partis      | Premier tour | Premier tour | Second tour | Second tour |
| Candidats            | Candidats           | Partis      | Partis      | Voix         | %            | Voix        | %           |
| -------------------- | ------------------- | ----------- | ----------- | ------------ | ------------ | ----------- | ----------- |
| 1                    | Virginie Beauchêne  |             | FN          | 3 092        | 22,65        |             |             |
| 1                    | Bernard Lahondès    |             | FN          | 3 092        | 22,65        |             |             |
| 2                    | Marc Bérardi*       |             | DVG         | 3 827        | 28,04        | 6 081       | 48,27       |
| 2                    | Rachel Capron       |             | PS          | 3 827        | 28,04        | 6 081       | 48,27       |
| 3                    | François Gernigon   |             | DVD         | 4 361        | 31,95        | 6 517       | 51,73       |
| 3                    | Véronique Goukassow |             | DVD         | 4 361        | 31,95        | 6 517       | 51,73       |
| 4                    | Odile Coquereau     |             | PCF         | 1 054        | 7,72         |             |             |
| 4                    | Adrien Frouin       |             | PCF         | 1 054        | 7,72         |             |             |
| 5                    | Pascal Boileau      |             | EÉLV        | 1 316        | 9,64         |             |             |
| 5                    | Daphnée Raveneau    |             | EÉLV        | 1 316        | 9,64         |             |             |
|                      |                     |             |             |              |              |             |             |
| Inscrits             | Inscrits            | Inscrits    | Inscrits    | 29 127       | 100,00       | 29 129      | 100,00      |
| Abstentions          | Abstentions         | Abstentions | Abstentions | 14 740       | 50,61        | 15 112      | 51,88       |
| Votants              | Votants             | Votants     | Votants     | 14 387       | 49,39        | 14 017      | 48,12       |
| Blancs               | Blancs              | Blancs      | Blancs      | 538          | 3,74         | 939         | 6,70        |
| Nuls                 | Nuls                | Nuls        | Nuls        | 199          | 1,38         | 480         | 3,42        |
| Exprimés             | Exprimés            | Exprimés    | Exprimés    | 13 650       | 94,88        | 12 598      | 89,88       |
| * conseiller sortant |                     |             |             |              |              |             |             |

### Canton d'Angers-7
| Candidats            | Candidats          | Partis      | Partis      | Premier tour | Premier tour | Second tour | Second tour |
| Candidats            | Candidats          | Partis      | Partis      | Voix         | %            | Voix        | %           |
| -------------------- | ------------------ | ----------- | ----------- | ------------ | ------------ | ----------- | ----------- |
| 1                    | Maryse Chrétien    |             | UDI         | 3 696        | 26,51        | 5 152       | 40,02       |
| 1                    | Pascal Houdemont   |             | UMP         | 3 696        | 26,51        | 5 152       | 40,02       |
| 2                    | Grégory Blanc*     |             | PS          | 5 924        | 42,48        | 7 720       | 59,98       |
| 2                    | Marie-France Renou |             | DVG         | 5 924        | 42,48        | 7 720       | 59,98       |
| 3                    | Chantal Duffoui    |             | PCF         | 1 478        | 10,60        |             |             |
| 3                    | Alain Pagano       |             | PCF         | 1 478        | 10,60        |             |             |
| 4                    | Jean-Eudes Gannat  |             | FN          | 2 846        | 20,41        |             |             |
| 4                    | Hermine Gosset     |             | FN          | 2 846        | 20,41        |             |             |
|                      |                    |             |             |              |              |             |             |
| Inscrits             | Inscrits           | Inscrits    | Inscrits    | 30 249       | 100,00       | 30 248      | 100,00      |
| Abstentions          | Abstentions        | Abstentions | Abstentions | 15 426       | 51,00        | 15 987      | 52,85       |
| Votants              | Votants            | Votants     | Votants     | 14 823       | 49,00        | 14 261      | 47,15       |
| Blancs               | Blancs             | Blancs      | Blancs      | 653          | 4,41         | 984         | 6,90        |
| Nuls                 | Nuls               | Nuls        | Nuls        | 226          | 1,52         | 405         | 2,84        |
| Exprimés             | Exprimés           | Exprimés    | Exprimés    | 13 944       | 94,07        | 12 872      | 90,26       |
| * conseiller sortant |                    |             |             |              |              |             |             |

### Canton de Beaufort-en-Vallée
| Candidats            | Candidats             | Partis      | Partis      | Premier tour | Premier tour | Second tour | Second tour |
| Candidats            | Candidats             | Partis      | Partis      | Voix         | %            | Voix        | %           |
| -------------------- | --------------------- | ----------- | ----------- | ------------ | ------------ | ----------- | ----------- |
| 1                    | Gérard Gazeau         |             | DVG         | 2 083        | 18,83        |             |             |
| 1                    | Francine Gouget       |             | DVG         | 2 083        | 18,83        |             |             |
| 2                    | Jean-Claude Bottereau |             | PCF         | 783          | 7,08         |             |             |
| 2                    | Nelly Cabane          |             | PCF         | 783          | 7,08         |             |             |
| 3                    | Patrice Lancien       |             | FN          | 2 811        | 25,41        | 3 232       | 30,57       |
| 3                    | Françoise Thenie      |             | FN          | 2 811        | 25,41        | 3 232       | 30,57       |
| 4                    | Philippe Chalopin*    |             | DVD         | 5 386        | 48,68        | 7 339       | 69,43       |
| 4                    | Marie-Pierre Martin*  |             | UMP         | 5 386        | 48,68        | 7 339       | 69,43       |
|                      |                       |             |             |              |              |             |             |
| Inscrits             | Inscrits              | Inscrits    | Inscrits    | 23 359       | 100,00       | 23 359      | 100,00      |
| Abstentions          | Abstentions           | Abstentions | Abstentions | 11 650       | 49,87        | 11 502      | 49,24       |
| Votants              | Votants               | Votants     | Votants     | 11 709       | 50,13        | 11 857      | 50,76       |
| Blancs               | Blancs                | Blancs      | Blancs      | 421          | 3,60         | 977         | 8,24        |
| Nuls                 | Nuls                  | Nuls        | Nuls        | 225          | 1,92         | 309         | 2,61        |
| Exprimés             | Exprimés              | Exprimés    | Exprimés    | 11 063       | 94,48        | 10 571      | 89,15       |
| * conseiller sortant |                       |             |             |              |              |             |             |

### Canton de Beaupréau
| Candidats            | Candidats                 | Partis      | Partis      | Premier tour | Premier tour | Second tour | Second tour |
| Candidats            | Candidats                 | Partis      | Partis      | Voix         | %            | Voix        | %           |
| -------------------- | ------------------------- | ----------- | ----------- | ------------ | ------------ | ----------- | ----------- |
| 1                    | Gilles Leroy*             |             | UDI         | 7 212        | 52,20        | 9 671       | 73,57       |
| 1                    | Françoise Pagerit         |             | DVD         | 7 212        | 52,20        | 9 671       | 73,57       |
| 2                    | Daniel Petit              |             | DVG         | 2 008        | 14,53        |             |             |
| 2                    | Cécile Tampreau           |             | DVG         | 2 008        | 14,53        |             |             |
| 3                    | Maryline Fonteneau-Grelet |             | EÉLV        | 1 056        | 7,64         |             |             |
| 3                    | David Terrien             |             | DVG         | 1 056        | 7,64         |             |             |
| 4                    | Christine Barré           |             | FN          | 3 540        | 25,62        | 3 474       | 26,43       |
| 4                    | Christian Raiteux         |             | FN          | 3 540        | 25,62        | 3 474       | 26,43       |
|                      |                           |             |             |              |              |             |             |
| Inscrits             | Inscrits                  | Inscrits    | Inscrits    | 29 943       | 100,00       | 29 941      | 100,00      |
| Abstentions          | Abstentions               | Abstentions | Abstentions | 15 047       | 50,25        | 15 508      | 51,80       |
| Votants              | Votants                   | Votants     | Votants     | 14 896       | 49,75        | 14 433      | 48,20       |
| Blancs               | Blancs                    | Blancs      | Blancs      | 692          | 4,65         | 906         | 6,28        |
| Nuls                 | Nuls                      | Nuls        | Nuls        | 388          | 2,60         | 382         | 2,65        |
| Exprimés             | Exprimés                  | Exprimés    | Exprimés    | 13 816       | 92,75        | 13 145      | 91,08       |
| * conseiller sortant |                           |             |             |              |              |             |             |

### Canton de Chalonnes-sur-Loire
| Candidats   | Candidats            | Partis      | Partis      | Premier tour | Premier tour | Second tour | Second tour |
| Candidats   | Candidats            | Partis      | Partis      | Voix         | %            | Voix        | %           |
| ----------- | -------------------- | ----------- | ----------- | ------------ | ------------ | ----------- | ----------- |
| 1           | Marie-Paule Chesneau |             | DVD         | 3 912        | 32,61        | 6 144       | 53,88       |
| 1           | Alain Maingot        |             | DVD         | 3 912        | 32,61        | 6 144       | 53,88       |
| 2           | Christelle Janneau   |             | DVG         | 3 958        | 32,99        | 5 260       | 46,12       |
| 2           | Martial Ruppert      |             | EÉLV        | 3 958        | 32,99        | 5 260       | 46,12       |
| 3           | Florence Dodin       |             | FN          | 2 405        | 20,05        |             |             |
| 3           | Guillaume Onillon    |             | FN          | 2 405        | 20,05        |             |             |
| 4           | Dominique Feuvrais   |             | PCF         | 520          | 4,33         |             |             |
| 4           | Gérard Laurent       |             | PCF         | 520          | 4,33         |             |             |
| 5           | Daniel Froger        |             | DVG         | 1 202        | 10,02        |             |             |
| 5           | Josiane Pebarthe     |             | DVG         | 1 202        | 10,02        |             |             |
|             |                      |             |             |              |              |             |             |
| Inscrits    | Inscrits             | Inscrits    | Inscrits    | 24 230       | 100,00       | 24 230      | 100,00      |
| Abstentions | Abstentions          | Abstentions | Abstentions | 11 444       | 47,23        | 11 710      | 48,33       |
| Votants     | Votants              | Votants     | Votants     | 12 786       | 52,77        | 12 520      | 51,67       |
| Blancs      | Blancs               | Blancs      | Blancs      | 585          | 4,58         | 752         | 3,10        |
| Nuls        | Nuls                 | Nuls        | Nuls        | 204          | 1,60         | 364         | 1,50        |
| Exprimés    | Exprimés             | Exprimés    | Exprimés    | 11 997       | 93,83        | 11 404      | 91,09       |

### Canton de Chemillé-Melay
| Candidats   | Candidats             | Partis      | Partis      | Premier tour | Premier tour | Second tour | Second tour |
| Candidats   | Candidats             | Partis      | Partis      | Voix         | %            | Voix        | %           |
| ----------- | --------------------- | ----------- | ----------- | ------------ | ------------ | ----------- | ----------- |
| 1           | Maryse de Saint-Pern  |             | DVD         | 2 904        | 23,02        | 4 337       | 42,52       |
| 1           | Gérard Tellier        |             | DVD         | 2 904        | 23,02        | 4 337       | 42,52       |
| 2           | Hervé Martin          |             | DVD         | 4 214        | 33,41        | 5 864       | 57,48       |
| 2           | Maryvonne Martin      |             | UDI         | 4 214        | 33,41        | 5 864       | 57,48       |
| 3           | Nathalie Courtecuisse |             | PCF         | 875          | 6,94         |             |             |
| 3           | Laurent Girard        |             | PCF         | 875          | 6,94         |             |             |
| 4           | Claude Faniard        |             | FN          | 2 685        | 21,29        |             |             |
| 4           | Manon Lipp            |             | FN          | 2 685        | 21,29        |             |             |
| 5           | Agnès Geslin          |             | DVG         | 1 936        | 15,35        |             |             |
| 5           | François Uzureau      |             | DVG         | 1 936        | 15,35        |             |             |
|             |                       |             |             |              |              |             |             |
| Inscrits    | Inscrits              | Inscrits    | Inscrits    | 26 465       | 100,00       | 24 665      | 100,00      |
| Abstentions | Abstentions           | Abstentions | Abstentions | 13 031       | 49,24        | 14 535      | 45,08       |
| Votants     | Votants               | Votants     | Votants     | 13 434       | 50,76        | 11 930      | 54,92       |
| Blancs      | Blancs                | Blancs      | Blancs      | 577          | 4,30         | 1 207       | 10,12       |
| Nuls        | Nuls                  | Nuls        | Nuls        | 243          | 1,81         | 522         | 4,38        |
| Exprimés    | Exprimés              | Exprimés    | Exprimés    | 12 614       | 93,90        | 10 201      | 85,51       |

### Canton de Cholet-1
| Candidats            | Candidats           | Partis      | Partis      | Premier tour | Premier tour | Second tour | Second tour |
| Candidats            | Candidats           | Partis      | Partis      | Voix         | %            | Voix        | %           |
| -------------------- | ------------------- | ----------- | ----------- | ------------ | ------------ | ----------- | ----------- |
| 1                    | Jean-Marc Macé      |             | FN          | 2 182        | 18,84        |             |             |
| 1                    | Lucie Pineau        |             | FN          | 2 182        | 18,84        |             |             |
| 2                    | Jean-Cyprien Moreau |             | DVG         | 1 351        | 11,66        |             |             |
| 2                    | Sylvie Morinière    |             | PG          | 1 351        | 11,66        |             |             |
| 3                    | Catherine Canals    |             | PS          | 2 877        | 24,84        | 4 069       | 38,78       |
| 3                    | Youssef Laarabi     |             | PS          | 2 877        | 24,84        | 4 069       | 38,78       |
| 4                    | Patrice Brault      |             | DVD         | 5 172        | 44,66        | 6 423       | 61,22       |
| 4                    | Florence Dabin*     |             | UMP         | 5 172        | 44,66        | 6 423       | 61,22       |
|                      |                     |             |             |              |              |             |             |
| Inscrits             | Inscrits            | Inscrits    | Inscrits    | 28 416       | 100,00       | 28 416      | 100,00      |
| Abstentions          | Abstentions         | Abstentions | Abstentions | 16 272       | 57,26        | 17 037      | 59,96       |
| Votants              | Votants             | Votants     | Votants     | 12 144       | 42,74        | 11 379      | 40,04       |
| Blancs               | Blancs              | Blancs      | Blancs      | 368          | 3,03         | 548         | 4,82        |
| Nuls                 | Nuls                | Nuls        | Nuls        | 194          | 1,60         | 339         | 2,98        |
| Exprimés             | Exprimés            | Exprimés    | Exprimés    | 11 582       | 95,37        | 10 492      | 92,20       |
| * conseiller sortant |                     |             |             |              |              |             |             |

### Canton de Cholet-2
| Candidats            | Candidats                | Partis      | Partis      | Premier tour | Premier tour |
| Candidats            | Candidats                | Partis      | Partis      | Voix         | %            |
| -------------------- | ------------------------ | ----------- | ----------- | ------------ | ------------ |
| 1                    | Jean-Pierre Chavassieux* |             | UDI         | 8 110        | 58,61        |
| 1                    | Myriam Dubois-Besson     |             | UDI         | 8 110        | 58,61        |
| 2                    | Isabel Costa             |             | FN          | 3 286        | 23,75        |
| 2                    | Thomas Sicot             |             | FN          | 3 286        | 23,75        |
| 3                    | Monique Lang             |             | PCF         | 2 441        | 17,64        |
| 3                    | Olivier Schaffer         |             | DVG         | 2 441        | 17,64        |
|                      |                          |             |             |              |              |
| Inscrits             | Inscrits                 | Inscrits    | Inscrits    | 31 766       | 100,00       |
| Abstentions          | Abstentions              | Abstentions | Abstentions | 16 955       | 53,37        |
| Votants              | Votants                  | Votants     | Votants     | 14 811       | 46,63        |
| Blancs               | Blancs                   | Blancs      | Blancs      | 647          | 4,37         |
| Nuls                 | Nuls                     | Nuls        | Nuls        | 327          | 2,21         |
| Exprimés             | Exprimés                 | Exprimés    | Exprimés    | 13 837       | 93,42        |
| * conseiller sortant |                          |             |             |              |              |

### Canton de Doué-la-Fontaine
| Candidats            | Candidats       | Partis      | Partis      | Premier tour | Premier tour | Second tour | Second tour |
| Candidats            | Candidats       | Partis      | Partis      | Voix         | %            | Voix        | %           |
| -------------------- | --------------- | ----------- | ----------- | ------------ | ------------ | ----------- | ----------- |
| 1                    | Benoît Lépine   |             | FN          | 3 519        | 29,36        | 3 691       | 28,75       |
| 1                    | Simone Matrat   |             | FN          | 3 519        | 29,36        | 3 691       | 28,75       |
| 2                    | Élise Blanchard |             | SE          | 976          | 8,14         |             |             |
| 2                    | François Cotrel |             | SE          | 976          | 8,14         |             |             |
| 3                    | Lucile Merbah   |             | PCF         | 326          | 2,72         |             |             |
| 3                    | Guy Santanbien  |             | PCF         | 326          | 2,72         |             |             |
| 4                    | Colette Gagneux |             | DVD         | 3 489        | 29,11        | 4 172       | 32,50       |
| 4                    | Alain Lauriou*  |             | DVD         | 3 489        | 29,11        | 4 172       | 32,50       |
| 5                    | Bruno Cheptou*  |             | DVG         | 3 677        | 30,67        | 4 975       | 38,75       |
| 5                    | Jocelyne Martin |             | DVG         | 3 677        | 30,67        | 4 975       | 38,75       |
|                      |                 |             |             |              |              |             |             |
| Inscrits             | Inscrits        | Inscrits    | Inscrits    | 24 094       | 100,00       | 24 104      | 100,00      |
| Abstentions          | Abstentions     | Abstentions | Abstentions | 11 459       | 47,56        | 10 806      | 44,83       |
| Votants              | Votants         | Votants     | Votants     | 12 635       | 52,44        | 13 298      | 55,17       |
| Blancs               | Blancs          | Blancs      | Blancs      | 455          | 3,60         | 315         | 2,37        |
| Nuls                 | Nuls            | Nuls        | Nuls        | 193          | 1,53         | 145         | 1,09        |
| Exprimés             | Exprimés        | Exprimés    | Exprimés    | 11 987       | 94,87        | 12 838      | 96,54       |
| * conseiller sortant |                 |             |             |              |              |             |             |

### Canton de Longué-Jumelles
| Candidats            | Candidats                | Partis      | Partis      | Premier tour | Premier tour | Second tour | Second tour |
| Candidats            | Candidats                | Partis      | Partis      | Voix         | %            | Voix        | %           |
| -------------------- | ------------------------ | ----------- | ----------- | ------------ | ------------ | ----------- | ----------- |
| 1                    | Guy Bertin*              |             | DVD         | 3 164        | 30,61        | 6 396       | 63,78       |
| 1                    | Marie Seyeux             |             | DVD         | 3 164        | 30,61        | 6 396       | 63,78       |
| 2                    | Joël Ambroise            |             | PCF         | 527          | 5,10         |             |             |
| 2                    | Nathalie Besnard-Retif   |             | PCF         | 527          | 5,10         |             |             |
| 3                    | Gaétan Dirand            |             | FN          | 2 950        | 28,54        | 3 633       | 36,22       |
| 3                    | Delphine Gilly           |             | FN          | 2 950        | 28,54        | 3 633       | 36,22       |
| 4                    | Véronique Chouand-Koenig |             | DVD         | 2 782        | 26,92        |             |             |
| 4                    | Michel Ruault*           |             | DVD         | 2 782        | 26,92        |             |             |
| 5                    | Pierre Grégoire          |             | DVG         | 912          | 8,82         |             |             |
| 5                    | Paulette Pasquier        |             | DVG         | 912          | 8,82         |             |             |
|                      |                          |             |             |              |              |             |             |
| Inscrits             | Inscrits                 | Inscrits    | Inscrits    | 21 323       | 100,00       | 21 322      | 100,00      |
| Abstentions          | Abstentions              | Abstentions | Abstentions | 10 477       | 49,13        | 10 431      | 48,92       |
| Votants              | Votants                  | Votants     | Votants     | 10 846       | 50,87        | 10 891      | 51,08       |
| Blancs               | Blancs                   | Blancs      | Blancs      | 349          | 3,22         | 628         | 5,77        |
| Nuls                 | Nuls                     | Nuls        | Nuls        | 162          | 1,49         | 234         | 2,15        |
| Exprimés             | Exprimés                 | Exprimés    | Exprimés    | 10 335       | 95,29        | 10 029      | 92,09       |
| * conseiller sortant |                          |             |             |              |              |             |             |

### Canton de La Pommeraye
| Candidats            | Candidats                    | Partis      | Partis      | Premier tour | Premier tour | Second tour | Second tour |
| Candidats            | Candidats                    | Partis      | Partis      | Voix         | %            | Voix        | %           |
| -------------------- | ---------------------------- | ----------- | ----------- | ------------ | ------------ | ----------- | ----------- |
| 1                    | Christine Bardot             |             | PCF         | 915          | 7,41         |             |             |
| 1                    | Corentin Jeanneteau          |             | PG          | 915          | 7,41         |             |             |
| 2                    | Cécile Humbert-Mohammedi     |             | PS          | 2 087        | 16,91        |             |             |
| 2                    | Vincent Massidda             |             | PS          | 2 087        | 16,91        |             |             |
| 3                    | Aline Bray                   |             | DVD         | 3 682        | 29,83        | 6 793       | 66,47       |
| 3                    | Gilles Piton                 |             | DVD         | 3 682        | 29,83        | 6 793       | 66,47       |
| 4                    | Brigitte Bouchereau*         |             | DVD         | 2 877        | 23,31        | 3 427       | 33,53       |
| 4                    | Jacky Bourget                |             | DVD         | 2 877        | 23,31        | 3 427       | 33,53       |
| 5                    | Bernadette de La Bourdonnaye |             | FN          | 2 782        | 22,54        |             |             |
| 5                    | Anthony Yvon                 |             | FN          | 2 782        | 22,54        |             |             |
|                      |                              |             |             |              |              |             |             |
| Inscrits             | Inscrits                     | Inscrits    | Inscrits    | 25 066       | 100,00       | 25 065      | 100,00      |
| Abstentions          | Abstentions                  | Abstentions | Abstentions | 11 619       | 46,35        | 12 989      | 51,82       |
| Votants              | Votants                      | Votants     | Votants     | 13 447       | 53,65        | 12 076      | 48,18       |
| Blancs               | Blancs                       | Blancs      | Blancs      | 788          | 5,86         | 1 311       | 10,86       |
| Nuls                 | Nuls                         | Nuls        | Nuls        | 316          | 2,35         | 545         | 4,51        |
| Exprimés             | Exprimés                     | Exprimés    | Exprimés    | 12 343       | 91,79        | 10 220      | 84,63       |
| * conseiller sortant |                              |             |             |              |              |             |             |

### Canton des Ponts-de-Cé
| Candidats            | Candidats          | Partis      | Partis      | Premier tour | Premier tour | Second tour | Second tour |
| Candidats            | Candidats          | Partis      | Partis      | Voix         | %            | Voix        | %           |
| -------------------- | ------------------ | ----------- | ----------- | ------------ | ------------ | ----------- | ----------- |
| 1                    | Philippe Bodard*   |             | DVG         | 2 133        | 15,98        |             |             |
| 1                    | Catherine Goizet   |             | DVG         | 2 133        | 15,98        |             |             |
| 2                    | Régine Arriberouge |             | DVD         | 4 242        | 31,78        | 6 230       | 49.50       |
| 2                    | David Colin        |             | DVD         | 4 242        | 31,78        | 6 230       | 49.50       |
| 3                    | Brigitte Guglielmi |             | DVG         | 4 265        | 31,95        | 6 357       | 50,50       |
| 3                    | Jean-Paul Pavillon |             | PS          | 4 265        | 31,95        | 6 357       | 50,50       |
| 4                    | Éric Le Borgne     |             | FN          | 2 708        | 20,29        |             |             |
| 4                    | Catherine Lucas    |             | FN          | 2 708        | 20,29        |             |             |
|                      |                    |             |             |              |              |             |             |
| Inscrits             | Inscrits           | Inscrits    | Inscrits    | 27 785       | 100,00       | 27 784      | 100,00      |
| Abstentions          | Abstentions        | Abstentions | Abstentions | 13 709       | 49,34        | 13 971      | 50,28       |
| Votants              | Votants            | Votants     | Votants     | 14 076       | 50,66        | 13 813      | 49,72       |
| Blancs               | Blancs             | Blancs      | Blancs      | 517          | 3,67         | 799         | 5,78        |
| Nuls                 | Nuls               | Nuls        | Nuls        | 211          | 1,50         | 427         | 3,09        |
| Exprimés             | Exprimés           | Exprimés    | Exprimés    | 13 348       | 94,83        | 12 587      | 91,12       |
| * conseiller sortant |                    |             |             |              |              |             |             |

### Canton de Saint-Macaire-en-Mauges
| Candidats            | Candidats           | Partis      | Partis      | Premier tour | Premier tour | Second tour | Second tour |
| Candidats            | Candidats           | Partis      | Partis      | Voix         | %            | Voix        | %           |
| -------------------- | ------------------- | ----------- | ----------- | ------------ | ------------ | ----------- | ----------- |
| 1                    | Jean-Paul Boisneau* |             | UMP         | 6 331        | 48,10        | 7 173       | 65,19       |
| 1                    | Isabelle Volant     |             | DVD         | 6 331        | 48,10        | 7 173       | 65,19       |
| 2                    | David Caron         |             | PS          | 3 525        | 26,78        | 3 831       | 34,81       |
| 2                    | Lydie Coupri        |             | PS          | 3 525        | 26,78        | 3 831       | 34,81       |
| 3                    | Danielle Duret      |             | FN          | 3 305        | 25,11        |             |             |
| 3                    | Aymeric Merlaud     |             | FN          | 3 305        | 25,11        |             |             |
|                      |                     |             |             |              |              |             |             |
| Inscrits             | Inscrits            | Inscrits    | Inscrits    | 29 077       | 100,00       | 29 109      | 100,00      |
| Abstentions          | Abstentions         | Abstentions | Abstentions | 14 944       | 51,39        | 16 836      | 57,84       |
| Votants              | Votants             | Votants     | Votants     | 14 133       | 48,61        | 12 273      | 42,16       |
| Blancs               | Blancs              | Blancs      | Blancs      | 603          | 4,27         | 788         | 6,42        |
| Nuls                 | Nuls                | Nuls        | Nuls        | 369          | 2,61         | 481         | 3,92        |
| Exprimés             | Exprimés            | Exprimés    | Exprimés    | 13 161       | 93,12        | 1 104       | 89,66       |
| * conseiller sortant |                     |             |             |              |              |             |             |

### Canton de Saumur
| Candidats            | Candidats               | Partis      | Partis      | Premier tour | Premier tour | Second tour | Second tour |
| Candidats            | Candidats               | Partis      | Partis      | Voix         | %            | Voix        | %           |
| -------------------- | ----------------------- | ----------- | ----------- | ------------ | ------------ | ----------- | ----------- |
| 1                    | Christian Gautier       |             | FN          | 3 250        | 26,23        | 2 893       | 21,59       |
| 1                    | Monique Lieumont-Briand |             | FN          | 3 250        | 26,23        | 2 893       | 21,59       |
| 2                    | Françoise Damas         |             | UDI         | 4 137        | 33,39        | 5 255       | 39,22       |
| 2                    | Laurent Hamon           |             | UMP         | 4 137        | 33,39        | 5 255       | 39,22       |
| 3                    | Christian Bertrand      |             | PCF         | 663          | 5,35         |             |             |
| 3                    | Danièle Flessati        |             | PCF         | 663          | 5,35         |             |             |
| 4                    | Jackie Goulet*          |             | DVG         | 4 339        | 35,02        | 5 251       | 39,19       |
| 4                    | Géraldine Le Coz        |             | PS          | 4 339        | 35,02        | 5 251       | 39,19       |
|                      |                         |             |             |              |              |             |             |
| Inscrits             | Inscrits                | Inscrits    | Inscrits    | 25 811       | 100,00       | 25 811      | 100,00      |
| Abstentions          | Abstentions             | Abstentions | Abstentions | 12 704       | 49,22        | 11 847      | 45,90       |
| Votants              | Votants                 | Votants     | Votants     | 13 107       | 50,78        | 13 964      | 54,10       |
| Blancs               | Blancs                  | Blancs      | Blancs      | 504          | 3,85         | 393         | 2,81        |
| Nuls                 | Nuls                    | Nuls        | Nuls        | 214          | 1,63         | 172         | 1,23        |
| Exprimés             | Exprimés                | Exprimés    | Exprimés    | 12 389       | 94,52        | 13 399      | 95,95       |
| * conseiller sortant |                         |             |             |              |              |             |             |

### Canton de Segré
| Candidats            | Candidats             | Partis      | Partis      | Premier tour | Premier tour | Second tour | Second tour |
| Candidats            | Candidats             | Partis      | Partis      | Voix         | %            | Voix        | %           |
| -------------------- | --------------------- | ----------- | ----------- | ------------ | ------------ | ----------- | ----------- |
| 1                    | Sandra Contamina      |             | EÉLV        | 1 875        | 16,37        |             |             |
| 1                    | Hervé Dubosclard      |             | EÉLV        | 1 875        | 16,37        |             |             |
| 2                    | Gilles Grimaud*       |             | UMP         | 5 897        | 51,49        | 7 736       | 71,78       |
| 2                    | Marie-Josèphe Hamard* |             | DVD         | 5 897        | 51,49        | 7 736       | 71,78       |
| 3                    | Arthur de Vitton      |             | FN          | 2 744        | 23,96        | 3 042       | 28,22       |
| 3                    | Agathe Gosset         |             | FN          | 2 744        | 23,96        | 3 042       | 28,22       |
| 4                    | Pascal Mahé           |             | PCF         | 937          | 8,18         |             |             |
| 4                    | Nicole Séméria        |             | PG          | 937          | 8,18         |             |             |
|                      |                       |             |             |              |              |             |             |
| Inscrits             | Inscrits              | Inscrits    | Inscrits    | 25 068       | 100,00       | 25 070      | 100,00      |
| Abstentions          | Abstentions           | Abstentions | Abstentions | 12 544       | 50,04        | 12 967      | 51,72       |
| Votants              | Votants               | Votants     | Votants     | 12 524       | 49,96        | 12 103      | 48,28       |
| Blancs               | Blancs                | Blancs      | Blancs      | 689          | 5,50         | 962         | 7,95        |
| Nuls                 | Nuls                  | Nuls        | Nuls        | 382          | 3,05         | 363         | 3           |
| Exprimés             | Exprimés              | Exprimés    | Exprimés    | 11 453       | 91,45        | 10 778      | 89,05       |
| * conseiller sortant |                       |             |             |              |              |             |             |

### Canton de Tiercé
| Candidats   | Candidats                  | Partis      | Partis      | Premier tour | Premier tour | Second tour | Second tour |
| Candidats   | Candidats                  | Partis      | Partis      | Voix         | %            | Voix        | %           |
| ----------- | -------------------------- | ----------- | ----------- | ------------ | ------------ | ----------- | ----------- |
| 1           | Barbara Mazières           |             | FN          | 3 276        | 25,34        | 3 980       | 32,28       |
| 1           | Stéphane Robic             |             | FN          | 3 276        | 25,34        | 3 980       | 32,28       |
| 2           | Joëlle Lombard             |             | UDI         | 1 421        | 10,99        |             |             |
| 2           | Emmanuel Renou             |             | UDI         | 1 421        | 10,99        |             |             |
| 3           | Sophie Labrune-Delécolle   |             | PCF         | 615          | 4,76         |             |             |
| 3           | Stéphane Vidal             |             | PCF         | 615          | 4,76         |             |             |
| 4           | Coraline Coutant           |             | EÉLV        | 1 067        | 8,25         |             |             |
| 4           | Alain Frappin              |             | EÉLV        | 1 067        | 8,25         |             |             |
| 5           | Régine Brichet             |             | DVD         | 4 420        | 34,18        | 8 350       | 67,72       |
| 5           | Nooruddine Muhammad        |             | DVD         | 4 420        | 34,18        | 8 350       | 67,72       |
| 6           | Olivier Hunault            |             | PS          | 2 131        | 16,48        |             |             |
| 6           | Claudie Landelle-Banevitch |             | PS          | 2 131        | 16,48        |             |             |
|             |                            |             |             |              |              |             |             |
| Inscrits    | Inscrits                   | Inscrits    | Inscrits    | 28 090       | 100,00       | 28 090      | 100,00      |
| Abstentions | Abstentions                | Abstentions | Abstentions | 14 394       | 51,24        | 14 189      | 50,51       |
| Votants     | Votants                    | Votants     | Votants     | 13 696       | 48,76        | 13 901      | 49,49       |
| Blancs      | Blancs                     | Blancs      | Blancs      | 543          | 3,96         | 1 179       | 8,48        |
| Nuls        | Nuls                       | Nuls        | Nuls        | 223          | 1,63         | 392         | 2,82        |
| Exprimés    | Exprimés                   | Exprimés    | Exprimés    | 12 930       | 94,41        | 12 330      | 88,70       |